# Syndrome chinois
Pour les articles homonymes, voir Syndrome (homonymie).
 (janvier 2019).
Si vous disposez d'ouvrages ou d'articles de référence ou si vous connaissez des sites web de qualité traitant du thème abordé ici, merci de compléter l'article en donnant les références utiles à sa vérifiabilité et en les liant à la section « Notes et références ».
Le syndrome chinois est l’hypothèse de la conséquence la plus grave d'une fusion du cœur d'un réacteur nucléaire, dans laquelle les éléments combustibles en fusion du cœur — ou corium — percent les barrières qui le confinent et s'enfoncent sous terre.

## Origine de l'expression
L'expression « syndrome chinois » fait allusion à l'hypothèse selon laquelle le matériel en fusion d'un réacteur nucléaire situé en Amérique du Nord pourrait traverser la croûte terrestre et progresser jusqu'en Chine,. Cette hypothèse relève de la science-fiction.  L'expression est utilisée pour la première fois en 1971 par le physicien nucléaire Ralph Lapp (en), qui base sa théorie sur les rapports d'une équipe de physiciens dirigés par le Dr W.K. Ergen et publiés en 1967[source insuffisante]. Mais il s'agissait d'une simple métaphore et non d'une théorie scientifique.

## Description

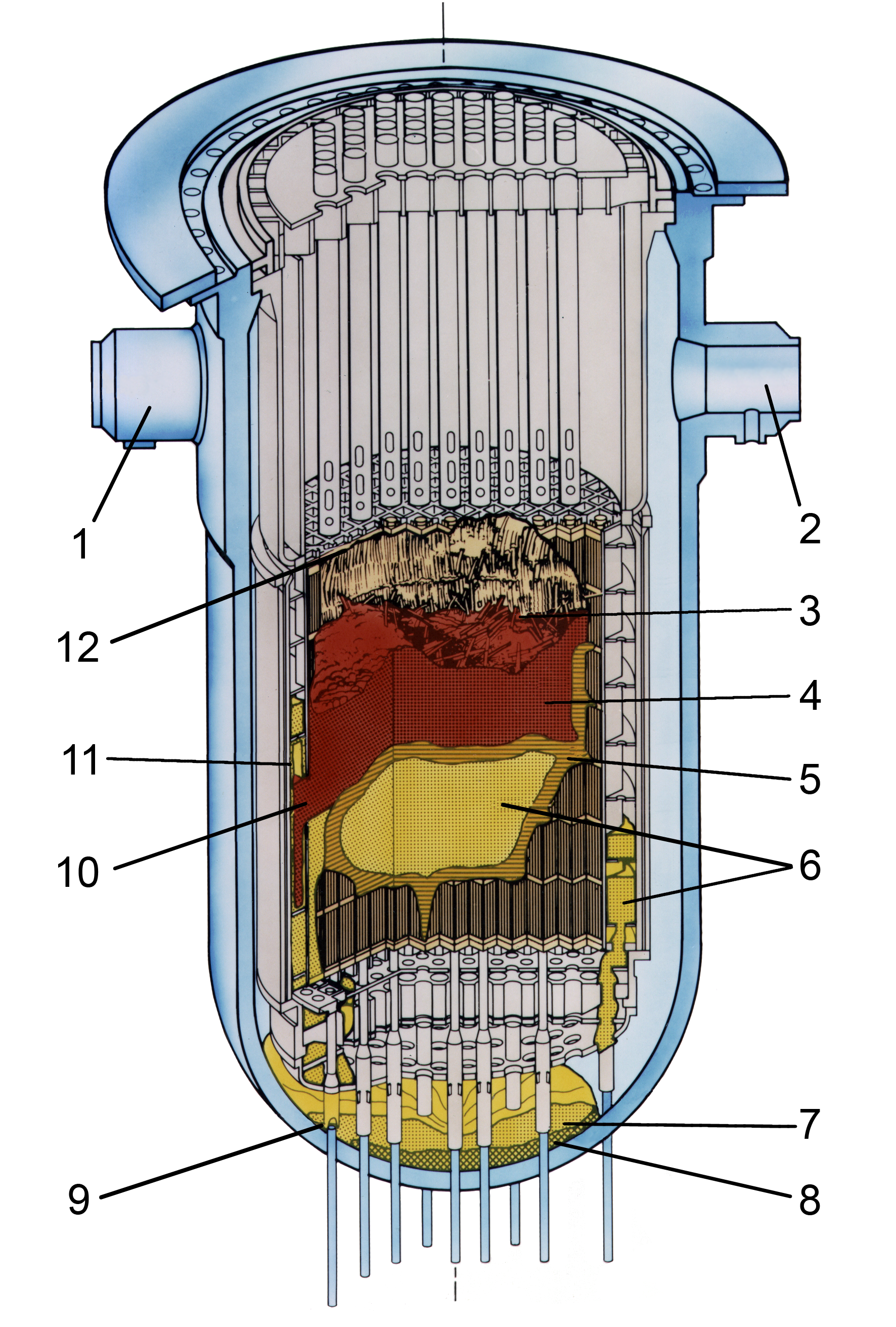
État final du cœur du réacteur de la centrale nucléaire de Three Mile Island après son accident en mars 1979.

Contrairement à la lave des volcans qui, au contact de l'air ou de l'eau, se refroidit spontanément en surface en créant une croûte isolante qui la stabilise dans sa forme, le corium, qui est la résultante de la fusion des éléments combustibles (radioactifs) et des matériaux environnants (parties fondues du réacteur, barres de contrôle, matériaux isolants, béton et autres métaux en fusion, mais aussi de la terre et des roches sous-jacentes) d'un réacteur nucléaire, peut rester très chaud, notamment à cause de l'énergie libérée par la décroissance radioactive des différents produits de fission de l'uranium.
Si elle n'est pas dissipée, la puissance dégagée sous forme de chaleur (de l'ordre de 35MW pour un cœur de 200 tonnes) peut faire monter la température du mélange, au point de faire fondre le béton de l'édifice, et les terrains encaissants.
L'argument avancé est que, de ce fait, le corium d'un réacteur pourrait traverser l'écorce terrestre.
Même si des fusions du cœur d'un réacteur nucléaire ont eu lieu en diverses occasions dans les domaines civils et militaires, une fusion avec de telles conséquences n'a jamais été observée. En revanche, une sortie de corium de l'enceinte de confinement est possible et constituerait un risque réel de contamination radioactive pour l'environnement ; et la température élevée du corium est susceptible de vaporiser l'eau rencontrée, entraînant un risque d'explosion.
En France, depuis l'an 2000 sous l'autorité de l'ASN, un système a été élaboré pour empêcher le corium d'atteindre l'environnement sous la centrale : le récupérateur de corium. Ce dispositif, installé sous le cœur lui-même, est constitué de plusieurs épaisseurs de béton et d'acier destinées à se rompre progressivement, tout en étalant le cœur en fusion sur une zone renforcée où un système de refroidissement indépendant le noiera sous une grande quantité d'eau. Le tout ne devant pas s'épancher vers l'extérieur (vapeurs, fluides, matières radioactives).

## Un concept physiquement impossible

Vue en coupe de la Terre, du noyau à l'exosphère.

Un tel accident est physiquement impossible car dans le scénario où un corium s'enfoncerait initialement dans le sol, même si l'on tient compte de ce que la densité du corium est plus importante que celle des terrains qu'il traverse, il perdrait progressivement de sa substance fissile qui resterait  accrochée le long des parois du puits ainsi foré, et le corium serait progressivement dilué en se mélangeant à la matière entraînée par le forage du puits. Théoriquement, une masse de corium en déplacement ne peut pas se maintenir indéfiniment en fusion, ayant de surcroît constamment besoin d'eau comme modérateur pour entretenir la fission de l'uranium dégageant la chaleur.
En imaginant que la gravité permette, à la limite, la pénétration du matériel en fusion dans la croûte terrestre puis dans le manteau, le noyau terrestre étant probablement en fusion, arrêterait tout matériau, quelles que soient sa température et sa composition.
Enfin, en tout état de cause, le matériau radioactif n'aurait aucune chance de remonter, au mépris de la loi de la gravité, depuis le centre de la Terre vers l'autre côté de la planète (que ce soit en Chine ou ailleurs).

## Dans la culture populaire
Les dangers d'un tel accident ont été évoqués dans le film Le Syndrome chinois (1979) de James Bridges,.
L'opinion publique et les médias reconnaissent comme étant l'illustration du « syndrome chinois » toute pénétration de corium pouvant potentiellement entrer en contact avec la nappe phréatique qui pourrait entrainer une explosion dramatique de celle-ci, l'un des scénarios les plus graves du risque nucléaire.[réf. nécessaire]